# Departamento de Cafayate
Cafayate är en kommun i Argentina.   Den ligger i provinsen Salta, i den norra delen av landet, 1 200 km nordväst om huvudstaden Buenos Aires. Antalet invånare är 14 850. Arean är 1 570 kvadratkilometer.
Terrängen i Cafayate är mycket bergig.
Omgivningarna runt Cafayate är i huvudsak ett öppet busklandskap. Runt Cafayate är det glesbefolkat, med 9 invånare per kvadratkilometer.